# Throana klossi
Throana klossi là một loài bướm đêm trong họ Noctuidae.